# Josep Bernat i Baldoví

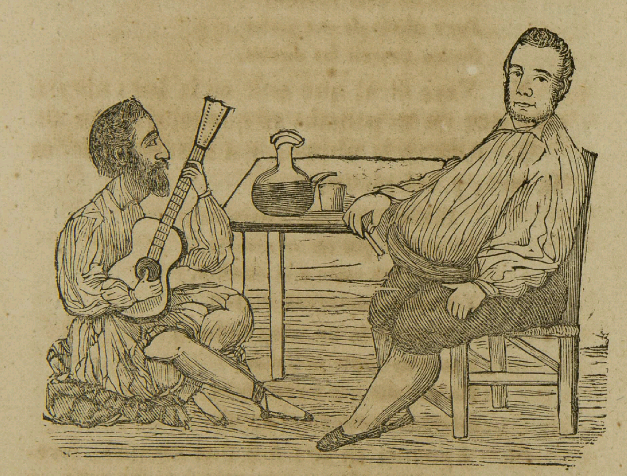
Portrait de Bernat i Baldoví et de son collaborateur dans les pages du journal La Donsayna.

Josep Bernat i Baldoví (en catalan) ou José Bernat y Baldoví (en castillan), né à Sueca (province de Valence, Espagne) le 19 mars 1809 et mort dans la même ville le 31 décembre 1864, est un écrivain, journaliste et poète valencien d'expression catalane, principalement connu pour ses sainetes. Également une figure importante de la politique de sa ville natale (il fut même élu député aux Cortes espagnoles en 1844), son œuvre la plus connue est le sainete érotico-satirique El virgo de Vicenteta,.

## Biographie
Josep Bernat i Baldoví naît le 19 mars 1809 (jour de la Saint Joseph, patron de la fête des fallas) à Sueca, ville de tradition rizicole située sur les bords l'Albufera, près de Valence, fils de l'avocat Antonio Bernat i Fuster, natif de Riola, et de Francisca Baldoví i Cubells, dans une famille fortunée,,,.
Il étudie dans les écoles piaristes puis le droit à l'université de Valence,. Il s'est toujours distingué comme un très bon élève et étudiant, doté d'une mémoire prodigieuse et d'une imagination bien nourrie. il obtient sa licence puis, à l'âge de 22 ans il devient docteur en droit avec une thèse sur la jurisprudence,. Peu de temps après, en 1832, il épouse Juliana Artal, appartenant à la haute société valencienne,. Il semble que le mariage ne soit pas bien accueilli par les parents de celle-ci, de riches propriétaires terriens de Sueca qui voient le jeune avocat comme un représentant des professions libérales, étranger à la cosmovision de l'Ancien Régime. En 1835, il est nommé premier juge du district judiciaire de Catarroja,.
En 1837, il collabore avec Josep M. Bonilla au lancement d'El Mole,.
Son profil idéologique proche du modérantisme fait qu'en 1840, lorsque la faction progressiste dirigée par le général Espartero arrive au pouvoir, la Junte d'Alzira le destitue de son poste de juge à Catarroja.
Vers le même moment, à l'âge de 31 ans, il souffre d'une crise de surdité, dont il avait déjà connu des antécédents dès l'âge de 24 ans et dont il ne se remettra jamais, qui lui vaudra dès lors le surnom de Lo Sord (« Le sourd », en catalan dialectal ou archaïsant).
Trois ans plus tard, cependant, grâce au nouveau triomphe des modérés, il retrouve des responsabilités politiques importantes, à Sueca, dont il est maire en 1843, comme au niveau de toute l'Espagne, où ses contacts et sa renommée d'écrivain ingénieux l'aident à gravir les échelons jusqu'à son élection comme député aux Cortes en 1844-1845,. Pendant le temps où il est présent à Madrid, il a des échanges intenses avec des écrivains, la plupart, curieusement, de tendances progressistes, comme Ayguals d'Izco de Vinaròs. Ainsi, et après avoir collaboré à des revues comme La Risa, il lance un journal humoristique, La Donsayna (1844). L'intense activité littéraire de ces années ne correspond cependant pas à son activité parlementaire, rare et peu notable. Finalement, fatigué de la vie madrilène et déçu, il rentre en 1846 à Valence, où il publie les revues humoristiques El Tabalet et El Sueco, et participe à nouveau activement à la vie politique de Sueca.
En 1851, Bernat i Baldoví retourne à Madrid avec l'idée de fonder un nouveau journal, également appelé El Sueco mais, à la différence du précédent du même nom, écrit uniquement en castillan et avec un ton plus sérieux. La publication souffre également continûment de la censure en raison de sa ligne en opposition directe avec le gouvernement, avec des campagnes féroces lancées contre des hommes politiques tels que Ramón Narváez et Leopoldo O'Donell. Finalement, le journal cesse de paraître, probablement pour des raisons économiques, et Bernat Baldoví rentre à Sueca, dont les évènements de la révolution de 1854 ou  «Vicalvarada» lui permettent d'accepter au poste de maire, qu'il n'occupe que 28 jours durant.
Les dernières années de Bernat i Baldoví sont marquées par la solitude et sa mise à l'écart d’une grande partie du monde culturel valencien. Envahi par des remords liés à une religiosité retrouvée, il renie une grande partie de son œuvre, la considérant immorale. En 1862, l'année même où il se trouve alité à cause de son excès de poids, le journal La Opinión lance une campagne féroce contre lui, critiquant sévèrement son style littéraire et mettant en doute la moralité de ses œuvres. L'écrivain Enrique Pérez Escrich raconte comment Bernat vit ces dernières années en retrait, assiégé par les campagnes que la Renaixença llorentiniste dirige contre lui :
« He sido muy culpable —añadió José—; pero mi arrepentimiento es verdadero, y confío en que Dios me perdonará porque se lo pido con todo mi corazón. Y juntando las manos, se puso a rezar en voz baja... 

Mis escritos han hecho mucho daño, —replicó—; yo los rechazo, no quiero reconocerlos, y me arrepiento de haberlos escrito. Soy muy culpable, mucho; pero Dios es clemente y bueno, y me perdonará. »
« J'ai été très coupable — ajouta José — ; mais ma répentence est véritable, et j'ai confiance dans le fait que Dieu me pardonnera parce que je le lui demande de tout mon cœur. Et en joignant les mains, il se mit à prier à voix bassse... 

Mes écrits ont fait beaucoup de mal — répliqua-t-il — ; je les rejette, je ne veux les reconnaître, et je me repens de les avoir écrits. Je suis très coupable, très ; mais Dieu est clément et bon, et il me pardonnera. »
Il meurt dans sa résidence à Valence le 31 décembre 1864.

## Idéologie
Formé dès son plus jeune âge dans un environnement universitaire propice au libéralisme, l'idéologie de Bernat Baldoví se tourne rapidement vers un modérantisme éclectique. Il fait partie de la majorité des libéraux qui, après le premier soulèvement anti-absolutiste et la défaite carliste, rejoint des postulats idéologiques modérément révolutionnaires. En tant que riche propriétaire foncier, Bernat Baldoví, contrairement à certains de ses amis comme Ayguals d'Izco lui-même ou Josep Maria Bonilla, place ses intérêts économiques avant tout programme réformiste ; ainsi, il reste toujours en faveur de l'ordre et de la propriété privée, considère avec suspicion les positions progressistes et démocratiques et s'oppose à tout projet réel de répartition plus équitable des richesses.
De ses écrits et de ses actions, on déduit qu'il est partisan de la réduction des postes de responsabilité et des dépenses publiques, un farouche opposant des impôts et un défenseur du libre-échange. Son point de vue est celui d’un réaliste sceptique, ennemi des grandes gesticulations idéalistes et de la bureaucratie de l’État, considérée comme une sclérose. Très souvent il adopte dans ses écrits le point de vue des classes ouvrières, en particulier celui des paysans, toujours envisagée comme la classe opprimée finissant par subir toutes les conséquences négatives d’un État inefficace et oppresseur. En définitive, comme le soulignent Bordería et al., une rhétorique populiste visant à légitimer son programme politique.

## Œuvre littéraire
L'utilisation du valencien par Bernat i Baldoví ne répond à aucune intention de revitaliser la langue, et encore moins à une intention de redressement culturelle ou de valencianisme politique. Au contraire, elle répond à l'objectif d’atteindre les classes ouvrières à une époque où celles-ci avaient soudainement pris de l’importance dans le débat public. Dans cette optique, il cultive une littérature sans prétentions érudite ou instructive, hautement satirique et avec une langue nettement dialectale (à laquelle il restera fidèle toute sa vie à la différence de certains de ses compagnons Bonilla et Pérez), qui lui gagne un large public. Il est ainsi classé parmi les premiers poètes dit d'«espardenya» (« espadrille »), utilisant un langage populaire, qui s'opposent à ceux dits de «guant» (« gant »), qui recherchent le raffinement du langage, et dont le plus grand représentant est Teodor Llorente, le « patriarche » de la Renaixença valencienne. Ses sainetes sont devenues des références de la littérature en catalan au Pays valencien,.
On le considère comme le probable initiateur du livret de falla en tant qu'auteur de la toute première œuvre connue de ce genre, celui qu'il écrit pour la falla de la Place de l'Almodí en 1855,.
Il est aussi considéré comme le premier auteur du théâtre populaire valencien, avec des œuvres telles que El gafaüt, Qui tinga cucs, que pele leafa, El virgo de Vicenteta, Pataques i caragols, La tertúlia de Colau, L'agüelo Pollastre, etc. En espagnol, il écrit le drame Los pastores de Belén (« Les berges de Bethléem »). Il écrit également quelques miracles pour les représentations traditionnelles de la fête de Saint Vicent Ferrier : El mocador et La Fealdat i L'Hermosura.
Ses écrits reflètent les problèmes économiques de la campagne valencienne au cours de la première moitié du XIXe siècle et dégagent un scepticisme ironique à l’égard des institutions constitutionnelles et administratives de l’époque.

## Contributions dans la presse
Avec , il édite les hebdomadaires La Donsaina (1844), El Tabalet et El Sueco (1847).
Bernat i Baldoví lance en collaboration avec d'autres auteurs dont Josep Maria Bonilla i Martínez et Pasqual Pérez i Rodríguez une série d'hebdomadaires satirique et festif, d'abord le plus notable La Donsayna (1844), suivi dans les années suivantes par El Tabalet (1847) et enfin El Sueco (1847),. Ces publications comptent un grand nombre d'abonnés dans tout le Pays valencien et se distinguent par deux traits :
a) Un prétendu apolitisme. Selon Ignacio Ballesteros, dans les pages de La Donsayna ou El Tabalet on trouve des articles visant à inhiber politiquement les paysans et le secteur populaire, marqués par la contemplation du monde rural comme un tout ordonné et sans conflits où tout idéaliste ou réformateur doit être qualifié de faussaire.
b) Une langue castillanisée et dialectalisée, avec peu d’intérêt pour la récupération sociale et grammaticale de la langue, et privilégiant la communication et la simplicité :
« Nosatros escribim en valensiá tal com se parla en lo dia; de modo que aconte de escriure "mitjana" posem "michana" que es com millor s'entén; aconte de escriure "lleig" y "vaig", posem "llech" y "vach"; aconte de "roig" y "goig", posem "roch" y "goch", y aso ho diferenciem de Vich y Munich, escrivint Vic y Múnic, y així en lo demés. Ara ya ho saben ben claret: després no vinga en cuentos algun docte de cuina »
« Nous écrivons en valencien comme on le parle à ce jour ; ainsi, au lieu d'écrire «mitjana», nous mettons «michana» [« moyenne »], qui est le plus compréhensible ; au lieu de «lleig» et «vaig» [« laid », « je vais »], nous mettons «llech» et «vach» ; au lieu de «roig» et «goig» [« rouge », « joie »], nous mettons «roch» et «goch», et ceci nous le différencions de Vich et Munich [graphies traditionnelles en catalan de « Vic » et Munich], qui s'écrivent Vic et Múnic, et ainsi de suite. À présent vous le savez très clairement : après, qu'un docte en cuisine ne débarque pas avec ses histoires. »

## Œuvres
Sélection. Une liste plus complète figure sur le site de la Biblioteca Virtual Cervantes.
- L'agüelo Pollastre
- Batiste Moscatell o la Mona de Pasqua
- Col·lecció de quadres
- Un ensaio fet en regla o Qui no té la vespra, no té la festa
- Un fandanguet en Paiporta
- El Gafaüt
- Jeroni i Bartoleta o la viuda i l'escolà
- La lletjor i la bellesa, miracle
- El mocador, miracle
- El Virgo de Vicenteta i l'alcalde de Favara o El parlar bé no costa un patxo
- Pasqualo i Vicenteta o El tribunal de Favara
- Qui tinga cucs, que pele fulla o Obedecer al que manda
- El Rei moro de Granada
- La tertúlia de Colau, o Pataques i caragols
- Els Misteris de Patraix